# Estação Santo Domingo
Santo Domingo é uma estação da Linha 2 do Metro de Madrid. Está situada na rua San Bernardo, entre a Gran Vía e a Praça de Santo Domingo, no distrito Centro.

## História
A estação foi aberta ao público em 21 de outubro de 1925.